# 米井翔也
米井 翔也（よねい しょうや、1997年2月1日の陸上競技選手 - ）は、神奈川県横浜市出身。東京高等学校、亜細亜大学法学部卒業。JR東日本ランニングチーム所属。

## 経歴
横浜市立緑が丘中学校、東京高等学校卒業後は亜細亜大学法学部に入学。第95回箱根駅伝には関東学生連合の一員として出場した。
大学卒業後は東日本旅客鉄道八王子支社管轄のJR東日本ランニングチームに加入。
2022年現在は同チームの副主将に就任している。